# Nuovo ateismo
Nuovo ateismo o neo-ateismo, anche nella grafia neoateismo (in inglese New Atheism), è una corrente di pensiero razionalista che raccoglie le posizioni promosse da alcuni atei del XXI secolo, come evoluzione politica e culturale dell'antiteismo classico non marxista promosso ad esempio da Bertrand Russell, dal positivismo e dall'illuminismo. Il termine è stato coniato dal giornalista statunitense Gary Wolf nel 2006. Il neo-ateismo ritiene che la superstizione, la religione e l'irrazionalismo non dovrebbero essere tollerati, e si propone di contrastarli, criticarli e sfidarli con argomentazioni razionali, in particolare quando esercitano un'influenza indebita, ad esempio nel governo, nell'istruzione e nella politica.
Autori riconducibili al nuovo ateismo, tra cui Richard Dawkins, hanno fortemente criticato l'indottrinamento dei bambini e i danni sociali causati dal perpetuare ideologie fondate sulla fede nel soprannaturale. All'epoca, i critici del movimento usavano termini peggiorativi come ateismo militante e ateismo fondamentalista per diffamare gli atei dichiarati.
Alcuni ritengono che il nuovo ateismo non esista più come movimento (già all'epoca diversi suoi esponenti come Christopher Hitchens e Dawkins negavano l'uso di questo termine e l'accezione "nuovo"), ma venga portato avanti da singole personalità nell'ambito dell'ateismo militante, in particolare nell'alveo antiteista da cui proviene (lo stesso Dawkins ad esempio); i critici hanno ipotizzato che diversi seguaci a livello popolare del nuovo ateismo e alcuni esponenti si siano inseriti politicamente in movimenti di destra (neoconservatorismo, sovranismo, populismo di destra o alt-right) o di sinistra (woke, socialismo), sia che siano contro il politicamente corretto o a favore della giustizia sociale.

## Storia
La pubblicazione del 2004 di La fine della fede di Sam Harris, un bestseller negli Stati Uniti, è stata affiancata nei due anni successivi da una serie di popolari best seller di autori atei. Harris è stato motivato dagli attentati dell'11 settembre 2001, che ha posto direttamente ai piedi dell'Islam, criticando anche direttamente il cristianesimo e l'ebraismo. Due anni dopo Harris seguì Lettera a una nazione cristiana, anch'essa una pesante critica del cristianesimo. Sempre nel 2006, in seguito alla sua serie di documentari televisivi The Root of All Evil?, Richard Dawkins ha pubblicato L'illusione di Dio, che è stato nella lista dei best seller del New York Times per 51 settimane.

### Eredità odierna
In una colonna del 2010 intitolata Perché non credo nel neo-ateismo ("Why I Don't Believe in the New Atheism"), Tom Flynn sostiene che quello che è stato chiamato "neo-ateismo" non è né un movimento né una novità, e che la novità era la pubblicazione di materiale ateo da parte di grandi editori, letti da milioni di persone e presenti negli elenchi dei bestseller. L'autore, nuovo ateo, Cristopher Hitchens sembrò dello stesso avviso. Infatti, nel suo noto dibattito contro l'evangelico William L. Craig presso l'Università Biola, Hitchens affermò "non c'è nulla di nuovo nel nuovo ateismo".
Altresì la morte prematura di Hitchens fu un duro colpo per il movimento. In particolare per quanto riguarda la politica e la cultura statunitensi, il 6 novembre 2015 il quotidiano americano The New Republic ha pubblicato un articolo intitolato "Il neo-ateismo è morto?" ("Is the New Atheism dead?") Il biologo ateo ed evoluzionista David Sloan Wilson ha scritto: "Il mondo sembra essere stanco del movimento neo-ateo". Nel 2017 PZ Myers, che in precedenza si considerava un neo-ateo, ha pubblicamente rinunciato al movimento neo-ateo.
Nel 2019 è stato pubblicato il libro The Four Horsemen: The Conversation That Sparked an Atheist Revolution.
In un articolo per il Guardian del gennaio 2019, Steven Poole ha fatto notare che, "per alcuni il Nuovo Ateismo non ha mai riguardato Dio, ma era soltanto un esempio specifico della reazione di destra con la presunta atmosfera soffocante del politicamente corretto". Nel novembre 2019, Scott Alexander ha sostenuto che il Nuovo Ateismo non sarebbe scomparso come movimento politico, ma si sarebbe piuttosto rivolto verso la giustizia sociale, vista come un nuovo obiettivo per cui combattere.
Émile P. Torres di Salon ha scritto in un suo articolo del 2021 che alcuni esponenti del Nuovo Ateismo avevano finito per allinearsi alle posizioni dell'estrema destra come alcune dell'alt-right o del neoconservatorismo. Alcuni hanno ipotizzato un'influenza remota del nuovo ateismo su movimenti spontanei del web come il mascolinismo (manosphere) tra cui la teoria redpill e i MGTOW, che ne avrebbero assorbito l'atteggiamento scettico-sarcastico indirizzandolo contro le donne in genere anziché la religione. Esponenti di confessioni religiose attribuiscono la frantumazione del nuovo ateismo alla polemica interna col femminismo riguardante la presunta misoginia di alcuni uomini nuovi atei, a molestie sessuali verbali nel movimento che sarebbero state minimizzate da Dawkins (che ha in realtà sostenuto che fare e ricevere proposte sessuali senza violenza dovrebbe essere un diritto e un comportamento normale tra adulti, e ha riportato per contrario la situazione peggiore delle donne musulmane), citando in particolare il caso della blogger atea femminista Rebecca Watson, legata al movimento MeToo o la vicenda di Lawrence Krauss; ma anche le critiche di Dawkins verso la teoria del genere, ed accuse di razzismo da parte della sinistra o gruppi etnici (ebraismo, islam).
Secondo Sebastian Milbank di The Critic il Nuovo Ateismo "come movimento è andato in pezzi e ha perso il suo spirito originario", perché "gran parte di quello che il Nuovo Ateismo rappresentava ha migrato verso destra", mentre "un'altra parte si è spostata a sinistra, incarnandosi nel nerd woke di oggi". Molti atei di sinistra oggi si ritroverebbero, più che nell'ateismo forte e militante già di Dawkins o Hitchens, in quello "gentile" e agnostico di Neil deGrasse Tyson, allievo di Carl Sagan.
Come ultimo atto del declino si cita la conversione di Hirsi Ali al cristianesimo, vissuta da molti neoatei come un tradimento, avvenuta seguendo la retorica teocon sullo scontro di civiltà religiose.
Peraltro, diversi aderenti importanti come Dawkins continuano la loro attività, e così personaggi avvicinati ai neoatei senza aver mai partecipato al gruppo, come il francese Michel Onfray che è tuttora un'importante personalità europea seppure sui generis, e l'italiano Piergiorgio Odifreddi.
Dennett è morto nell'aprile 2024.
Il 15 dicembre 2024, in occasione dei 13 anni dalla scomparsa di Hitchens, è stata tenuta una riunione pubblica con dibattito a Londra tra Dawkins, Harris, Krauss e l'attore Stephen Fry con la moderazione del giornalista neoconservatore Douglas Murray.

## Figure di rilievo

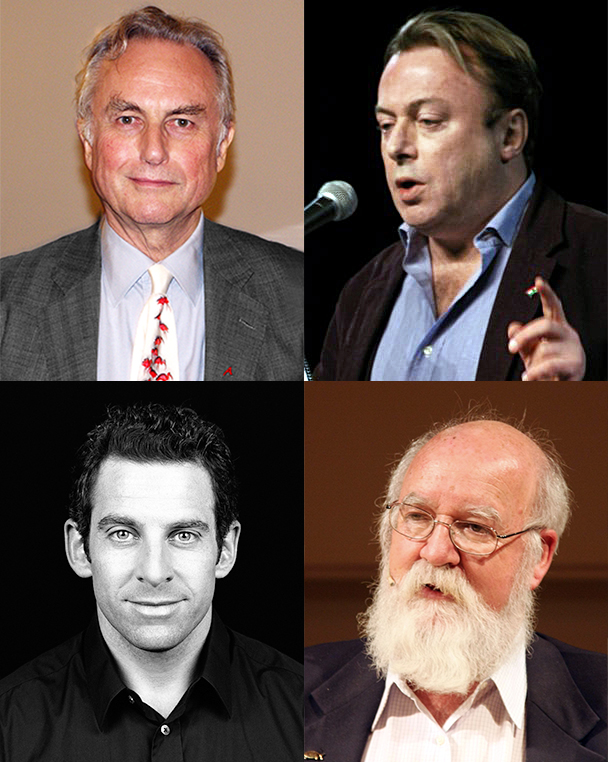
I cosiddetti quattro cavalieri della non-Apocalisse. In senso orario, da sinistra in alto: Richard Dawkins, Christopher Hitchens, Daniel Dennett, e Sam Harris

### I "Four Horsemen"
Il 30 settembre 2007 quattro eminenti atei (Richard Dawkins, Sam Harris, Christopher Hitchens e Daniel Dennett ) si sono incontrati nella residenza di Hitchens a Washington, per una discussione privata non moderata di due ore. L'evento è stato filmato e intitolato "The Four Horsemen" ("I quattro cavalieri"). Durante il "God Debate" nel 2010 con Christopher Hitchens contro Dinesh D'Souza, i quattro sono stati indicati collettivamente come i "Quattro Cavalieri della Non-Apocalisse", allusione biblica ai Quattro Cavalieri dell'Apocalisse dal Libro dell'Apocalisse. I quattro sono stati descritti come "atei evangelici" (in inglese evangelical atheists).
Sam Harris è l'autore dei bestseller di saggistica La fine della fede, Lettera a una nazione cristiana, Il paesaggio morale e Waking Up: A Guide to Spirituality Without Religion, nonché di due opere più brevi, inizialmente pubblicate come e-book, Free Will e Lying. Harris è un co-fondatore del Reason Project.
Richard Dawkins è l'autore di L'illusione di Dio, che è stato preceduto da un documentario televisivo della rete televisiva britannica Channel 4 intitolato The Root of All Evil? . È il fondatore della Richard Dawkins Foundation for Reason and Science . Ha scritto: "A proposito, non mi oppongo all'etichetta del cavaliere. Sono meno entusiasta di 'neo-ateo': non mi è chiaro in che modo divergiamo dai vecchi atei."
Christopher Hitchens è stato l'autore di Dio non è grande ed è stato nominato tra i "100 migliori intellettuali pubblici" dalle riviste Foreign Policy e Prospect. Inoltre Hitchens ha fatto parte del comitato consultivo della Secular Coalition for America . Nel 2010, Hitchens ha pubblicato il suo libro di memorie Hitch-22 (un soprannome fornito dal caro amico personale Salman Rushdie, che Hitchens ha sempre sostenuto durante e dopo la controversia su I versi satanici). Poco dopo la sua pubblicazione, a Hitchens è stato diagnosticato un cancro esofageo, che ha portato alla sua morte nel dicembre 2011. Prima della sua morte Hitchens pubblicò una raccolta di saggi e articoli nel suo libro Arguably; una breve edizione dal titolo Mortality è stata pubblicata postuma nel 2012. Queste pubblicazioni e numerose apparizioni pubbliche hanno fornito a Hitchens una piattaforma per rimanere un ateo avveduto durante la sua malattia, anche parlando specificamente della cultura delle conversioni sul letto di morte e condannando i tentativi di convertire i malati terminali, ai quali si opponeva definendoli di "cattivo gusto".
Daniel Dennett, autore di Darwin's Dangerous Idea, Breaking the Spell e molti altri, è stato anche un sostenitore vocale di The Clergy Project, un'organizzazione che fornisce supporto al clero negli Stati Uniti che non crede più in Dio e non possono più partecipare pienamente alle loro comunità.
Diversi nuovi atei peraltro non si dichiarano ostili alla spiritualità in genere, ma specialmente alle religioni abramitiche. Harris vede con simpatia buddhismo e induismo Advaita Vedanta.

### Ayaan Hirsi Ali
Dopo la morte di Hitchens, Ayaan Hirsi Ali (che ha partecipato alla Global Atheist Convention del 2012, alla quale Hitchens avrebbe dovuto partecipare) è stata definita la "plus one horse-woman", poiché era stata originariamente invitata alla riunione del 2007 del "Cavalieri" atei ma ha dovuto annullare l'invito all'ultimo minuto. Hirsi Ali è nata a Mogadiscio, in Somalia, ed è fuggita nel 1992 nei Paesi Bassi per sfuggire a un matrimonio combinato. Fu coinvolta nella politica olandese, rifiutò la fede e si oppose all'ideologia islamica, in particolare riguardo alle donne, come esemplificato dai suoi libri Infedel e The Caged Virgin.
Hirsi Ali è stata successivamente coinvolta nella produzione del film Submission, per il quale il suo amico Theo Van Gogh è stato assassinato con una minaccia di morte per Hirsi Ali appuntata al petto. Questo evento ha portato Hirsi Ali a nascondersi e successivamente a emigrare negli Stati Uniti, dove ora risiede e rimane una prolifica critica dell'Islam. Parla regolarmente contro il trattamento riservato alle donne nella dottrina e nella società islamica ed è una sostenitrice della libertà di parola e della libertà di offendere.
Nel 2023 ha dichiarato di essersi convertita al cristianesimo.

### Menzioni onorevoli
- Rebecca Goldstein (filosofa e autrice di 36 Arguments for the Existence of God)[61]
- AC Grayling (filosofo e autore di The God Argument)[62]
- Peter Boghossian (filosofo e autore di A Manual for Creating Atheists)[63]
- Piergiorgio Odifreddi, autore di diversi saggi e presidente onorario UAAR
- Michel Onfray (autore del Trattato di ateologia)
- Stephen Hawking
- Lawrence Krauss

## Prospettive
Molti atei contemporanei scrivono da una prospettiva scientifica. A differenza di scrittori precedenti, molti dei quali pensavano che la scienza fosse indifferente o addirittura incapace di affrontare il concetto di "Dio", Dawkins sostiene il contrario, sostenendo che "l'ipotesi di Dio" è una valida ipotesi scientifica, avente effetti nel fisico universo, e come ogni altra ipotesi può essere verificata e falsificata. Il defunto Victor Stenger ha proposto che il Dio abramitico personale sia un'ipotesi scientifica che può essere verificata con metodi scientifici standard. Sia Dawkins che Stenger concludono che l'ipotesi non supera tali test, e sostengono che il naturalismo è sufficiente per spiegare tutto ciò che osserviamo. In nessun luogo, sostengono, è necessario introdurre Dio o il soprannaturale per comprendere la realtà. Alcuni neo-atei aderiscono alla teoria del mito di Gesù, credendo che il Gesù della Bibbia sia un personaggio strettamente immaginario.

### Test scientifici della religione
I non credenti (nella religione e nel soprannaturale) affermano che molte affermazioni religiose o soprannaturali (come la verginità di Maria e l'aldilà) sono affermazioni di natura scientifica. Ad esempio, sostengono, così come deisti e cristiani progressisti, che la questione della presunta discendenza di Gesù è una questione di indagine scientifica, piuttosto che di "valori" o "morali". I pensatori razionali credono che la scienza sia in grado di indagare almeno alcune, se non tutte, le pretese soprannaturali. Istituzioni come la Mayo Clinic e l'Università Duke stanno cercando di trovare un supporto empirico per il potere curativo della preghiera di intercessione. Secondo Stenger, questi esperimenti non hanno trovato prove che la preghiera di intercessione funzioni.

### Argomenti logici
Stenger sostiene anche nel suo libro God: The Failed Hypothesis che un Dio con attributi onniscienti, onnibenevoli e onnipotenti, che ha definito un "3O God", non può logicamente esistere. Una serie simile di presunte confutazioni logiche dell'esistenza di un Dio con vari attributi può essere trovata in The Impossibility of God di Michael Martin e Ricki Monnier, o nell'articolo di Theodore M. Drange, "Incompatible-Properties Arguments: A Survey".

### Opinioni sui magisteri non sovrapponibili
Richard Dawkins è stato particolarmente critico nei confronti dell'opinione conciliante secondo cui scienza e religione non sono in conflitto, osservando ad esempio che le religioni abramitiche si occupano costantemente di questioni scientifiche. In un articolo del 1998 pubblicato sulla rivista Free Inquiry, e successivamente nel suo libro del 2006 L'illusione di Dio, Dawkins esprime disaccordo con il punto di vista sostenuto da Stephen Jay Gould secondo cui scienza e religione sono due magisteri non sovrapponibili (NOMA), ciascuno esistente in un "dominio in cui una forma di insegnamento detiene gli strumenti appropriati per un discorso e una risoluzione significativi" ("domain where one form of teaching holds the appropriate tools for meaningful discourse and resolution").
Nella proposta di Gould, scienza e religione dovrebbero essere confinate in domini distinti e non sovrapponibili: la scienza sarebbe limitata al regno empirico, comprese le teorie sviluppate per descrivere le osservazioni, mentre la religione si occuperebbe di questioni di significato ultimo e valore morale. Dawkins sostiene che il NOMA non descrive fatti empirici sull'intersezione tra scienza e religione: "È del tutto irrealistico affermare, come fanno Gould e molti altri, che la religione si tenga lontana dal terreno della scienza, limitandosi alla morale e ai valori. Un universo con una presenza soprannaturale sarebbe un tipo di universo fondamentalmente e qualitativamente diverso da quello esterno. La differenza è, inevitabilmente, una differenza scientifica. Le religioni fanno affermazioni sull'esistenza, e questo significa affermazioni scientifiche".

### Scienza e morale
Sam Harris ha reso popolare il punto di vista secondo cui la scienza e quindi i fatti oggettivi attualmente sconosciuti possono istruire la moralità umana in un modo globalmente comparabile. Il libro di Harris The Moral Landscape e il TED Talk How Science can Determina Moral Values propongono che il benessere umano e, al contrario, la sofferenza possano essere considerati un paesaggio con picchi e valli che rappresentano numerosi modi per raggiungere gli estremi nell'esperienza umana, e che esistano stati di benessere oggettivi.

### Politica
Nel contesto della politica internazionale, i principi del neo-ateismo non stabiliscono una posizione particolare in sé e per sé. I principali sostenitori del neo-ateismo sono, afferma PZ Meyer, "una folla follemente disorganizzata, unita solo dalla [loro] antipatia per la cosa divina". Detto questo, la fascia demografica che sostiene il neo-ateismo è marcatamente omogenea, prevalentemente americana, "più propensa ad essere più giovane, maschio e single, ad avere livelli di reddito e di istruzione superiori alla media, ad essere meno autoritaria, meno dogmatica, meno prevenuta, meno conformista e più tollerante e di mentalità aperta sulle questioni religiose". A causa di questa omogeneità tra il gruppo, non esiste una dinamica formale ma un ampio consenso su ampi "sforzi, obiettivi e strategie" politici. Ad esempio, uno degli obiettivi primari è quello di ridurre ulteriormente il groviglio tra Chiesa e Stato, che deriva dalla "credenza che la religione sia antitetica ai valori liberali, come la libertà di espressione e la separazione della vita pubblica da quella privata". Inoltre, i neo-atei si sono impegnati nella campagna "per garantire l'uguaglianza giuridica e civica per gli atei", in un mondo considerevolmente inospitale e diffidente nei confronti dei "credenti" non religiosi. Christopher Hitchens potrebbe essere il nuovo ateo preoccupato maggiormente dell'incompatibilità della religione con i principi liberali contemporanei, e in particolare della sua limitazione imposta sia alla libertà di parola che alla libertà di espressione. E poiché la proliferazione del neo-ateismo è in parte accreditata agli attentati dell'11 settembre e alla risposta onnipresente e viscerale, Richard Dawkins, tra i tanti nella sua cerchia, crede che il teismo (in questo caso, l'Islam) metta a repentaglio le istituzioni politiche e la sicurezza nazionale, e avverte di la potenza della religione nel motivare "le persone a fare cose terribili" contro le politiche internazionali.

## Critiche

### Scientismo, accuse di evangelicalismo e fondamentalismo
I teologi Jeffrey Robbins e Christopher Rodkey contestano quella che considerano "la natura evangelica del neo-ateismo, che presuppone che abbia una Buona Novella da condividere, a tutti i costi, per il futuro ultimo dell'umanità mediante la conversione di tanti più persone possibile". Credono di aver trovato somiglianze tra il nuovo ateismo e il cristianesimo evangelico e concludono che la natura divorante di entrambi "incoraggia un conflitto senza fine senza progresso" tra le due estremità.
Il filosofo politico John Gray afferma che New Atheism, umanesimo e scientismo sono estensioni della religione, in particolare del cristianesimo.
Il sociologo William Stahl ha affermato: "Ciò che colpisce dell'attuale dibattito è la frequenza con cui i neo-atei vengono descritti come immagini speculari dei fondamentalisti religiosi".
Il filosofo della scienza ateo Michael Ruse ha affermato che Richard Dawkins verrebbe bocciato ai corsi "introduttivi" agli studi di "filosofia o religione" (come i corsi di filosofia della religione), corsi che vengono offerti, ad esempio, a molti istituzioni educative come college e università di tutto il mondo. Ruse afferma anche che il movimento del neo-ateismo - che è percepito, da lui, come un "maledetto disastro" ("bloody disaster") - lo faccia vergognare, come filosofo della scienza professionista, di essere tra coloro che mantengono una posizione atea, e sostiene che il neo-ateismo renda alla scienza un "grave disservizio" e, a livello più generale, sia un "disservizio per la ricerca".
Paul Kurtz, caporedattore di Free Inquiry e fondatore di Prometheus Books, fu critico nei confronti di molti dei neo-atei. Ha detto: "Li considero fondamentalisti atei... Sono antireligiosi e di cattivo umore, sfortunatamente. Ora, ci sono ottimi atei e persone molto devote che non credono in Dio. Ma c'è questa fase aggressiva e militante dell'ateismo, che fa più danni che benefici».
Jonathan Sacks, autore di The Great Partnership: Science, Religion, and the Search for Meaning, ritiene che i neo-atei manchino l'obiettivo credendo che "la cura per la cattiva religione non sia una religione, al contrario della buona religione". Scrive:
(Jonathan Sacks "The Great Partnership: Science, Religion, and the Search for Meaning")
Il filosofo Massimo Pigliucci sostiene che il nuovo movimento ateo si sovrappone allo scientismo, che trova filosoficamente infondato. Scrive: "Quello a cui mi oppongo è la tendenza, riscontrata tra molti neo-atei, di espandere la definizione di scienza fino a comprendere praticamente qualsiasi cosa abbia a che fare con 'fatti', concepita in modo approssimativo... Mi sembra chiaro che la maggior parte dei neo-atei (tranne che per i filosofi di professione tra loro) pontifichino di filosofia molto probabilmente senza aver letto un solo documento professionale in quel campo... In realtà arriverei ad accusare molti dei leader del movimento neo-ateo (e, di conseguenza, un buon numero di loro seguaci) di anti-intellettualismo, uno dei quali è la mancanza di rispetto per il significato proprio, valore e metodi di un altro campo di attività intellettuale."
Il professore ateo Jacques Berlinerblau ha criticato la presa in giro della religione da parte dei neo-atei come ostile ai loro obiettivi e afferma che non hanno ottenuto nulla a livello politico.
Roger Scruton ha ampiamente criticato il neo-ateismo in varie occasioni, generalmente sulla base del fatto che non considerino gli effetti sociali e l'impatto della religione in modo sufficientemente dettagliato. Ha detto: "Guarda i fatti a tutto tondo e sembra probabile che gli umani senza un senso del sacro si sarebbero estinti molto tempo fa. Per lo stesso motivo, la speranza dei neo-atei in un mondo senza religione è probabilmente vana quanto la speranza in una società senza aggressioni o in un mondo senza morte". Si è anche lamentato dell'idea dei neo-atei secondo la quale debbano "liberare le persone dalla religione", definendola "ingenua" perché "non considerano mai che potrebbero portare via qualcosa alle persone".

### Critiche alle risposte alle argomentazioni teistiche
Edward Feser ha criticato le risposte dei neo-atei alle argomentazioni a favore dell'esistenza di Dio, in particolare quelle di Dawkins e Dennett.
(Edward Feser, The Last Superstition (2008))

### Accuse di islamofobia
Alcuni commentatori hanno accusato il movimento neo-ateo di islamofobia. Wade Jacoby e Hakan Yavuz affermano che "un gruppo di 'neo-atei' come Richard Dawkins, Sam Harris e Christopher Hitchens" hanno "invocato la teoria dello 'scontro di civiltà' di Samuel Huntington per spiegare l'attuale contestazione politica" e che questo fa parte di una tendenza verso "l'islamofobia [...] nello studio delle società musulmane". William W. Emilson sostiene che "il 'nuovo' negli scritti dei neo-atei non è la loro aggressività, né la loro straordinaria popolarità, né nemmeno il loro approccio scientifico alla religione, piuttosto è il loro attacco non solo all'islamismo militante ma anche all'Islam stesso sotto il mantello della sua critica generale della religione”.

## Testi selezionati
| Titolo                                                                        | Autore                | Data   |
| ----------------------------------------------------------------------------- | --------------------- | ------ |
| La fine della fede                                                            | Sam Harris            | 2004   |
| The Caged Virgin: An Emancipation Proclamation for Women and Islam            | Ayaan Hirsi Ali       | 2004 a |
| Trattato di ateologia                                                         | Michel Onfray         | 2005   |
| Infidel: My Life                                                              | Ayaan Hirsi Ali       | 2006 b |
| L'illusione di Dio                                                            | Richard Dawkins       | 2006   |
| Lettera a una nazione cristiana                                               | Sam Harris            | 2006   |
| Dio non è grande                                                              | Christopher Hitchens  | 2007   |
| Perché non possiamo essere cristiani (e meno che mai cattolici)               | Piergiorgio Odifreddi | 2007   |
| Why I Became an Atheist: A Former Preacher Rejects Christianity               | John W. Loftus        | 2008   |
| Godless: How an Evangelical Preacher Became One of America's Leading Atheists | Dan Barker            | 2008   |
| Why Are You Atheists So Angry? 99 Things That Piss Off the Godless            | Greta Christina       | 2012   |
| A Manual For Creating Atheists                                                | Peter Boghossian      | 2013   |
| The God Argument                                                              | CA Temolo             | 2013   |
| Eretica. Cambiare l'Islam si può                                              | Ayaan Hirsi Ali       | 2015   |
| Fighting God: An Atheist Manifesto for a Religious World                      | David Silverman       | 2015   |
| Faith Versus Fact: Why Science and Religion are Incompatible                  | Jerry A. Coyne        | 2015   |
| Unapologetic: Why Philosophy of Religion Must End                             | John W. Loftus        | 2016   |
| God: The Most Unpleasant Character in All Fiction                             | Dan Barker            | 2016   |
| The Founding Myth: Why Christian Nationalism is Un-American                   | Andrew L. Seidel      | 2019   |
| Outgrowing God: A Beginner's Guide                                            | Richard Dawkins       | 2019   |

(a) originale in olandese, traduzione inglese 2006; (b) originale in olandese, traduzione inglese 2007

### Libri
- (EN) Stephen Bullivant e Michael Rus, The Oxford Handbook of Atheism, Oxford, Oxford University Press, 2013, ISBN 9780199644650.
- (EN) Richard Dawkins, The God Delusion, Black Swan, 2007, ISBN 978-0-552-77429-1.
  - (EN) Richard Dawkins, The God Delusion, Edizione per il 10º anniversario, Black Swan, 2016.
- (EN) Daniel Dennett, Darwin's Dangerous Idea. Evolution and the Meanings of Life, Londra, Penguin Books, 1996, ISBN 978-0140167344.
- (EN) Daniel Dennett, Breaking the Spell. Religion as a Natural Phenomenon, Londra, Penguin Books, 2007, ISBN 978-01-4101-777-8.
- (EN) Sam Harris, The End of Faith. Religion, Terror, and the Future of Reason, New York, W. W. Norton & Company, 2006, ISBN 978-0-7432-6809-7.
- (EN) Sam Harris, Free Will, The Free Press, 2012, ISBN 978-1451683400.
- (EN) Sam Harris, Lying, Four Elephants Press, 2013, ISBN 978-1940051000.
- (EN) Sam Harris, Waking Up. A Guide to Spirituality Without Religion, New York, Simon & Schuster, 2015, ISBN 978-14-5163-602-4.
- (EN) Christopher Hitchens, God Is Not Great. How Religion Poisons Everything, 1ª ed., Atlantic Books, 2007, ISBN 978-1-843-54574-3.
- (EN) Christopher Hitchens, Hitch22, Atlantic Books, 2010, ISBN 978-1-843-54922-2.
- (EN) Christopher Hitchens, Arguably, Atlantic Books, 2011, ISBN 978-08-5789-258-4.
- (EN) Christopher Hitchens, Mortality, Atlantic Books, 2012, ISBN 978-18-4887-921-8.
- (EN) Christopher Hitchens, Richard Dawkins, Sam Harris e Daniel Dennett, The Four Horsemen. The Conversation That Sparked an Atheist Revolution, New York, Random House, 2019, ISBN 978-0-525-51195-3.
- (EN) Lois Lee e Stephen Bullivant, A Dictionary of Atheism, Oxford, Oxford University Press, 2016.

### Pubblicazioni
- (EN) Ata Ur Rehman e Tahira Basharat, God’s Existence. Philosophical Discourse between New Atheists and Muslim Scholars, in Pakistan Journal of Islamic Philosophy, vol. 3, n. 2, 2021,  pp. 1-16.